# Barry Douglas (futebolista)
Barry Douglas (Glasgow, 4 de setembro de 1989) é um futebolista profissional escocês que atua como lateral-esquerdo. Atualmente, joga pelo Lech Poznań.

## Carreira
Barry Douglas começou a carreira no Queen's Park. No dia 28 de julho de 2018 foi vendido ao Leeds United por 3,40 milhões de euros.

## Títulos
Wolverhampton Wanderers
- EFL Championship: 2017–18[2]

Leeds United
- EFL Championship: 2019–20